# Frenelle-la-Grande
Frenelle-la-Grande è un comune francese di 141 abitanti situato nel dipartimento dei Vosgi nella regione del Grand Est.

## Società

### Evoluzione demografica
Abitanti censiti